# 岩钉

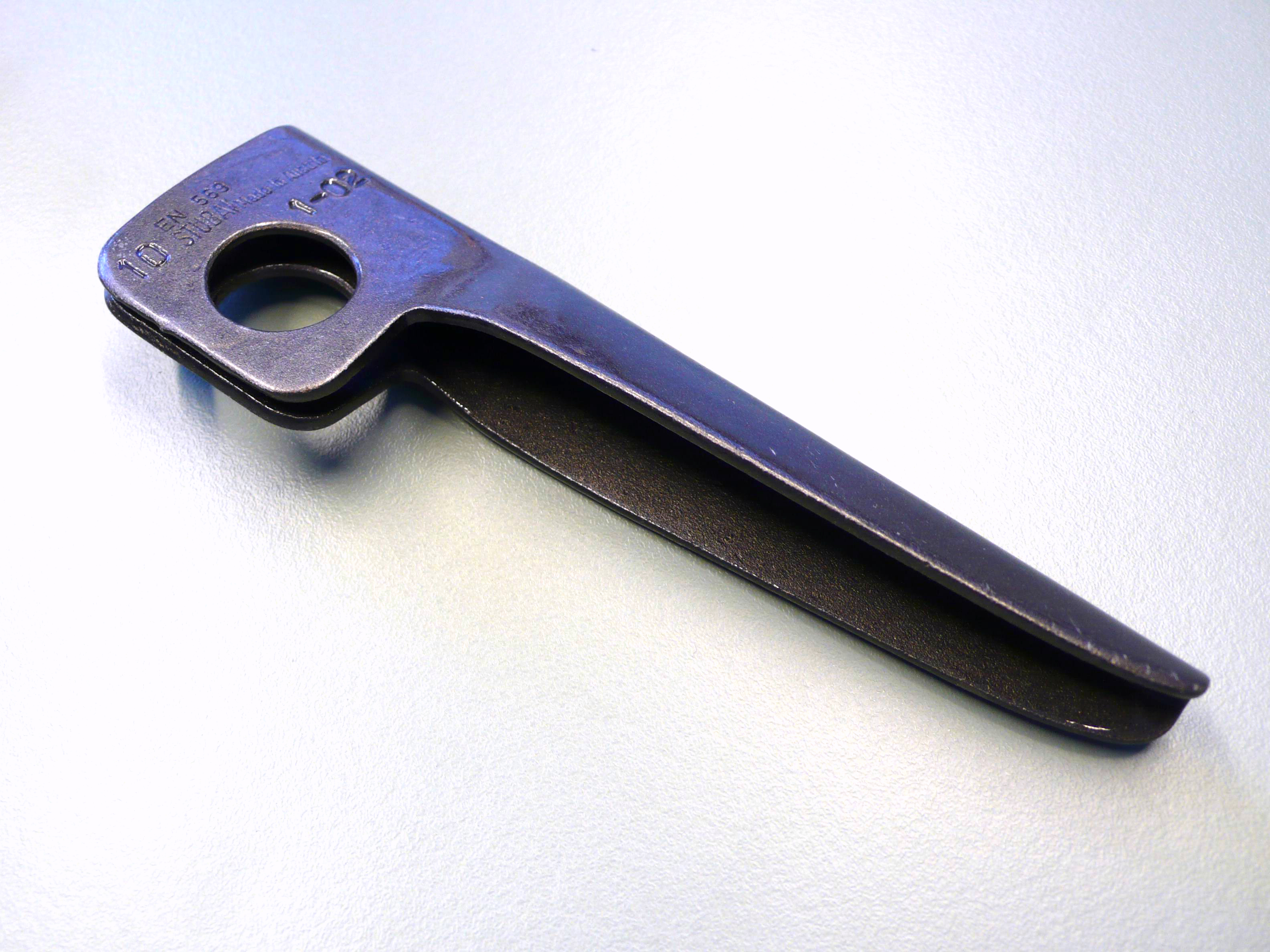
岩钉

岩钉是攀岩時要用到的釘子，它可以避免攀岩者墜崖或者幫助攀岩者進一步向上攀岩。不過攀岩者要是往岩石裡面反覆拔插岩钉會破壞岩石。